# いっかくじゅう座3番星
いっかくじゅう座3番星（いっかくじゅうざ3ばんせい、3 Monocerotis、3 Mon）は、いっかくじゅう座の方角、地球からは約780光年離れた場所にあるにある連星系である。

## 星系
星系の合成等級は4.92である。主星Aは、5等級のB型巨星で、伴星Bは、主星Aから2.0秒離れたところにある8.25等級の恒星である。
伴星Bは、1871年12月20日にバーナムによって初めて観測された。主星Aと固有運動が同じであることから、重力的に結びついた連星であると考えられる。